# 李鳳新
李鳳新（1959年1月4日—），中華民國陸軍憲兵少校，現為臺灣演員，畢業於政治作戰學校第28期政治學系。
李鳳新早年曾在中華民國國軍部隊擔任20年的憲兵政戰科軍官，在40歲以少校階級軍階退伍之後才從事表演工作，開啟演員生涯。1990年代末相繼演出《台灣變色龍》、《藍色蜘蛛網》、《玫瑰瞳鈴眼》、《大輪迴》、《紫色蔓陀蘿》等類戲劇，飾演三年警局刑事組長，以「李組長」一角為人所知。而主持人盛竹如的旁白「李組長眉頭一皺，發現案情並不單純...」，10年後成為網路上風行一時的流行語。
李鳳新在淡出螢光幕之後曾賣過便當、擔任建明客運稽核人員（兼管東南客運），後來轉至退輔會大南汽車。曾演出電影《那些年，我們一起追的女孩》、《BBS鄉民的正義》等。
目前成立解憂福利社（APP），回答網友人生各式各樣的問題。

## 演出作品

### 電視劇
- 1997年－1999年：台視《台灣變色龍》常駐演員
- 1998年－1999年：台視《法中情》常駐演員
- 1998年－1999年：台視《新法中情》常駐演員，演出單元─紅包場的女人 飾 朱永強
- 1998年－1999年：台視《新法中情》常駐演員，演出單元─預謀犯案 飾 田文彥
- 1997年－1999年：台視《藍色蜘蛛網》常駐演員
- 1999年－2003年：台視《玫瑰瞳鈴眼》常駐演員
- 2001年－2002年：民視《大輪迴》客串刑警組長《人間走馬燈》客串法官
- 2003年－2004年：民視《新玫瑰瞳鈴眼》
- 2006－2007年：台視《紫色蔓陀蘿》固定飾演刑警李組長，同時兼任製作人。
- 2007年：台視《3度半空間》 兼任製作人
- 2012年：《黃金稻浪》飾戒嚴時期警總專員
- 2012年：《東門四少》飾檢察官

### 電影
- 2011年：《那些年，我們一起追的女孩》（九把刀執導）飾賴姓班導師
- 2012年：《BBS鄉民的正義》（林世勇執導）飾李組長
- 2016年：《極樂宿舍》（林世勇執導）飾檢察官
- 2022年：《青春換日線》（杜榮峰執導）飾教官

### 廣告
- 2012年：《特務Ｍ行不行》（米其林實驗室）[6]

### 微電影
- 2012年：《武林霸Web》
- 2013年：《獨一無二》

### MV
- 2015年《我們青春》(歌手：李玉璽)

## 外部連結
- . Facebook粉絲團 （中文（臺灣））.
- . Facebook粉絲團.   [2019-08-28]. （原始内容存档于2019-10-12） （中文（臺灣））.
- 李鳳新的Instagram帳戶